# Sogo shosha
Sogo shosha (総合商社, sōgō shōsha)

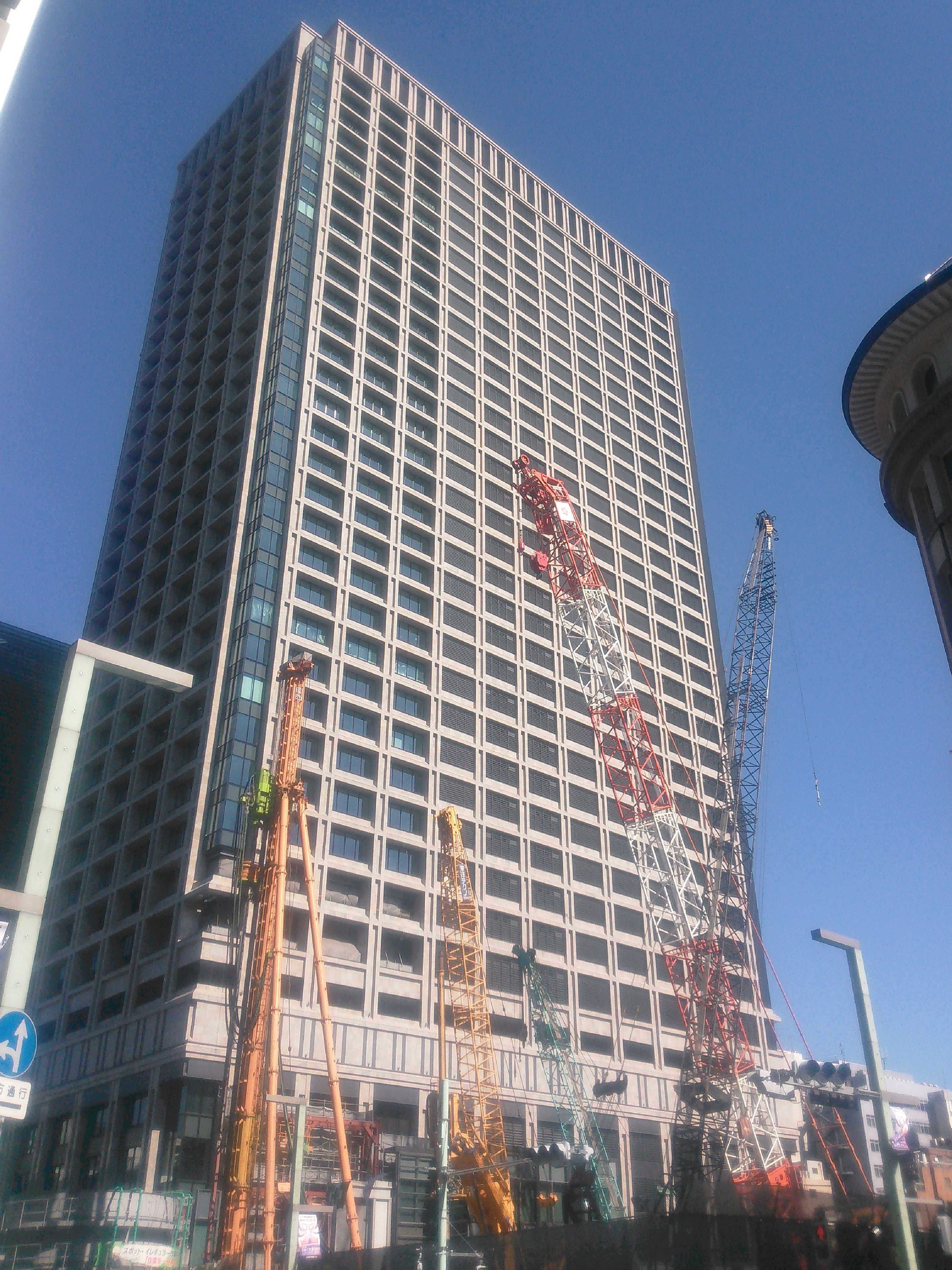
Tokyo Nihonbashi Tower, 2-chome, Nihonbashi, Chuo-ku, Tóquio, Japão.

são grupos empresariais que surgiram no Japão, a partir de empresas de comércio internacional (trading companies) que comercializam diversos produtos e materiais. Além de comércio internacional, estes grupos empresariais atuam historicamente como bancos de investimento e private equities. Sōgō shōsha pode ser melhor descrito como uma filosofia de negócios do que uma área de atuação.
Atualmente, enfrentando a concorrência de empresas chinesas, mas também os Tigres Asiáticos que são: Hong Kong, Taiwan, Coreia do Sul, Singapura. E na Índia perderam uma parte dos negócios.